# Hideya Okamoto
Pour les articles homonymes, voir Okamoto.
Hideya Okamoto (岡本 英也, Okamoto Hideya) est un footballeur japonais né à Sakai le 18 mai 1987 jouant au poste d'attaquant.